# Comté de Polk (Arkansas)
Pour les articles homonymes, voir Comté de Polk.
Le comté de Polk est un comté de l'État de l'Arkansas aux États-Unis. Au recensement de 2010, il comptait 20 662 habitants. Son siège est Mena.

## Démographie
| 1850  | 1860  | 1870  | 1880  | 1890  | 1900   |
| ----- | ----- | ----- | ----- | ----- | ------ |
| 1 263 | 4 262 | 3 376 | 5 857 | 9 283 | 18 352 |

| 1910   | 1920   | 1930   | 1940   | 1950   | 1960   |
| ------ | ------ | ------ | ------ | ------ | ------ |
| 17 216 | 16 412 | 14 857 | 15 832 | 14 182 | 11 981 |

| 1970   | 1980   | 1990   | 2000   | 2010   | - |
| ------ | ------ | ------ | ------ | ------ | - |
| 13 297 | 17 007 | 17 347 | 20 229 | 20 662 | - |